# Jenus
Jenus è un fumetto di forte satira religiosa, con protagonista una reinterpretazione del Messia, nato come fumetto online scritto da Alessandro Mereu, sotto lo pseudonimo di Don Alemanno.

## Trama
Un giorno Dio, nel tentativo di riparare ai mali dell'uomo e ricondurlo sulla retta via, invia sulla Terra, per la seconda volta, il suo unico figlio, Jenus. Ma nel fare ciò, commette un grave errore. Infatti nel volo in picchiata verso il Pianeta Terra, Dio gli dà forma umana troppo presto, facendolo sfracellare al suolo. A causa dello schianto, Jenus perde la memoria. E così che, uscito dall'ospedale con una profonda amnesia su ogni principio e regola di natura religiosa, inizia la sua vita come “colui che ha tutte le risposte, ma non se le ricorda”.
In compagnia dell'Agnello di Dio Angius, fedele amico fin dall'infanzia, ma di cui non si ricorda, che lo guida e lo consiglia cercando di fargli recuperare la memoria, comincia la sua avventura nel mondo terrestre. Esortato e spronato proprio dal fedele amico, tenterà di riportare la Chiesa cattolica ai suoi originali valori e principi, venendo costantemente ostacolato in ciò dal malefico Papa Benedetto XVI, che tenterà con ogni mezzo di eliminarlo.

## Personaggi

### Jenus
È in realtà il figlio di Dio, ma non ricorda di esserlo. Suo padre l'Eterno, Signore dei cieli e della terra, lo manda infatti sul pianeta per la seconda volta, ma nel volo in picchiata dal Regno dei Cieli gli dà forma umana troppo velocemente, facendolo sfracellare al suolo. Jenus è arrogante, menefreghista e ama il  Rock. Nonostante egli non ricordi nulla della sua vita passata, nei momenti di forte tensione il suo subconscio prende il sopravvento e gli permette di scatenare una forza spaventosa, attingendo al potere dello Spirito Tanto con il quale sconfigge ripetutamente Papa Ratzinger e i suoi scagnozzi. 
Nella serie incontra vari personaggi, tra cui i protagonisti di Manga come Ken il guerriero, Son Goku e He-Man, ma anche presentatori e personaggi della televisione italiana (Bruno Vespa, Claudia Koll, Paolo Brosio...).

### Angius
L'Agnello di Dio, amico fidato di Gesù sin dall'infanzia. I Testi sacri lo nominano spesso, ma nei secoli le innumerevoli manipolazioni dei testi sacri hanno alterato la sua figura, ipotizzando si trattasse di un semplice simbolo. Egli è invece un agnello a tutti gli effetti, pignolo, fifone, una sorta di grillo parlante che cerca in tutti i modi di far recuperare la memoria al suo Maestro. Anch'egli, grazie al potere dello Spirito Tanto, può trasformarsi in qualcosa di terrificante: Battle Lamb, sconfiggendo temporaneamente la sua insicurezza e aumentando le sue capacità in ogni campo.

### Papa
Disegnato con le fattezze del pontefice emerito Ratzinger, portavoce di Dio sulla Terra, era un uomo privilegiato che abusava della sua carica per fare ciò che voleva. Diverrà acerrimo nemico di Jenus, quando, dopo essere giunto in Vaticano, deciderà di defenestrarlo esortato da Angius. Nonostante il suo potere spirituale sia quasi totalmente nullo, quello temporale è enorme, tanto da permettergli di organizzare un esercito e delle terribili macchine da guerra per combattere contro il Figlio di Dio. Inoltre, ha un forte accento tedesco, che l'autore delinea spesso all'interno dell'opera, con esiti comici.

### Cardinale Bertone
Fedele servitore del Papa, stratega militare e grande, grandissimo dispensatore di corbellerie. Mente sapendo di smentire, crudele quasi quanto il Papa, esegue qualsiasi ordine gli venga dato dal suo superiore. Suo il compito di addestrare l'esercito e assoldare i peggiori criminali esistenti sulla faccia della terra (e non), nel tentativo di eliminare Jenus e far riottenere al Papa la sua carica.

### Dexter
Tecnico informatico alle dipendenze del Vaticano, viene praticamente sfruttato per far funzionare qualunque apparecchio tecnologico. Molto fastidioso, odiato da tutti, per questo viene spesso malamente picchiato, ma mai ucciso, perché quelli come lui fanno sempre comodo. Nella storia, pare avrà un ruolo più importante di quello che si pensa.

### Dio
Padre di Jenus, è raffigurato nel fumetto come Ronnie James Dio famoso cantante Heavy metal. Egli può tutto, ma cerca di intervenire il meno possibile nelle vicende degli esseri umani per rispettare il Libero arbitrio. Per motivi che ci sono ignoti, è assurdamente distratto e ha una pessima memoria. Può trasformarsi in qualsiasi cosa e spesso capita anche che non si veda. Il settimo giorno non si riposò, bensì creò il Rock e vide che era cosa buona.

### Madonna
Madonna, la madre di Jenus, è rappresentata dall'omonima Madonna Louise Veronica Ciccone.  È una donna energica e vivace, estremamente legata al figlio. Insieme a Maria Maddalena e a Salomè Alessandra forma una squadra di guardiane, che combattono al fianco di Jenus.

### GianTarlo
Un insetto, amico di tutti, dalla tipica forma di tarlo. Comparso nei contenuti extra sin dal primo volume con la sua Rubrica del Tarlo, adesso è diventato personaggio attivo nello svolgimento della narrazione. Lui arriva alle spalle e insinua il dubbio nella gente. State attenti, potrebbe essere proprio dietro di voi. Di recente il personaggio di GianTarlo è stato dotato di una propria pagina facebook ufficiale.

## Volumi

### Volumi regolari
Il primo volume cartaceo esce nel mese di luglio dell'anno 2013, contiene 96 pagine tra le quali alcune sono anche dedicate alla Rubrica del Tarlo e Supposta. Questi sono presenti, il primo solo nei primi 3 volumi e il secondo in ogni volume; il primo discute e menziona miti biblici e racconta fatti storico-culturali riguardanti la sfera della religione, il secondo raffigura in una pagina degli sketch comici a cura di Bruano.
Jenus nasce come fumetto ad uscite bimestrali. Al volume 6 si ha una pausa di metà serie, che terminerà con l'uscita del volume numero 7 a gennaio. Durante questa pausa sono stati pubblicati lo spin-off Baby Jenus-Dal Vangelo secondo GianTarlo, Jenus-Il gioco e il Calendario di Jenus. Tutto edito dalla casa editrice Magic Press Edizioni.
| Numero   | Data           | Note                                                                           |
| -------- | -------------- | ------------------------------------------------------------------------------ |
| Jenus 1  | Luglio 2013    | Giantarlo: Il Culto dei Cargo                                                  |
| Jenus 2  | Settembre 2013 | Giantarlo: Turista Fai Da Te? No Schiavitù?                                    |
| Jenus 3  | Novembre 2013  | Giantarlo: (Storia senza nome che parla del viaggio di Mosé)                   |
| Jenus 4  | Febbraio 2014  | In questo numero Giantarlo diventa un personaggio interno alla storia di Jenus |
| Jenus 5  | Maggio 2014    | Giantarlo: Amico Testamento: Vendette Castighi e Maledizioni Divine            |
| Jenus 6  | Luglio 2014    | Giantarlo: Non ho L'Età                                                        |
| Jenus 7  | Gennaio 2015   |                                                                                |
| Jenus 8  | Aprile 2015    |                                                                                |
| Jenus 9  | Luglio 2015    |                                                                                |
| Jenus 10 | Dicembre 2015  |                                                                                |
| Jenus 11 | Febbraio 2016  |                                                                                |
| Jenus 12 | Maggio 2016    | Uscito in occasione dell'Etna Comics di Catania                                |

## Volumi speciali

### Pillole di Jenus
È il primo volume speciale di Jenus, uscito nel mese di novembre del 2013: un albo con copertina rigida nel quale sono raccolte, per l'appunto, le Pillole, ovvero vignette autoconclusive che l'autore Don Alemanno pubblica sul sito ufficiale e sulla pagina Facebook periodicamente. Le Pillole, pur essendo concepite come autoconclusive e a sé stanti, talvolta vengono inserite all'interno della narrazione. Alcune di queste Pillole sono state particolarmente condivise e criticate, aumentando di molto la visibilità sia dell'autore, che della pagina facebook ufficiale, al punto da rendere il fenomeno Jenus virale. Una di queste, che in tal senso segnò una vera svolta, è la cosiddetta Pillola del cammello, in cui si ironizzava sul celebrrimo passo del Discorso della montagna. Le Pillole sono state raccolte in un totale di quattro volumi, usciti tra il 2013 e il 2023 e pubblicati da Magic Press, fatta eccezione per l'ultimo, edito da Poliniani sotto l'etichetta Nevermind Edizioni.

### Spin-off
- Apocalypse Rome:

Spin-off della serie principale, fumetto di forte satira politica, esce il 24 giugno 2014 edito da Mondadori Comics 
In questo volume, il mondo che conosciamo rischia di essere inghiottito da un universo demoniaco parallelo, chiamato Tergiverso. A rendere ancora più disperata la situazione, è l'apertura di una frattura interdimensionale nel peggior posto possibile: la sede del parlamento della Repubblica Italiana, Montecitorio. Le forze del bene invocano il soccorso di un eroe. Non un comune mortale, ma un Dio: il Messia. Così Jenus, il suo fidato Angius e un improbabile redivivo Dante affronteranno un viaggio terrificante, una discesa attraverso il regno degli Inferi, per sconfiggere la nuova incarnazione del Male ed evitare l'Apocalisse a Roma.
- Baby Jenus−Dal Vangelo secondo GianTarlo:

Presentato al Lucca Comics & Games, edito da Magic Press Edizioni nel novembre 2014, è un volume cartonato a colori. La satira religiosa e la comicità che lo caratterizzano sono pensati per un pubblico più giovane.
Si tratta di una sorta di prequel, incontriamo infatti un Gesù infante, pensato come fosse un vangelo, in cui l'evangelista, ovvero chi racconta, è GianTarlo. Il suo è uno dei Vangeli Ipocriti ritrovati ad Acurrano: i Rotoli del Mar Molto (un posto dove il mare è "moltissimo").
Questa storia narra di un bambino pestifero destinato a cambiare il mondo... prima di sbattere la testa e perdere la memoria. Infatti, Gesù non è un bambino come tutti gli altri: a scuola è fortissimo nelle moltiplicazioni...dei pani e dei pesci; e nonostante conosca tutte le risposte, si rifiuta di mettere le crocette ai test.
- Gianni-Io Abbraccio:

Si tratta del secondo prequel, spin-off dedicato al personaggio di Gianni Morandi, edito da Magic Press Edizioni nell'ottobre 2017. Questa storia narra di come Gianni Morandi sia diventato Re di Palmo di Mano per vendicare suo padre Re Manolo IV, vittima dei Flamers.
- Venga il mio legno:

Prima pubblicazione di Jenus dopo tre anni, è uno spin-off composto da un solo volume e edito da Poliniani nel maggio 2020. Introduce nel mondo di Jenus il personaggio di Pinocchio, il quale dopo essere diventato un bambino vero è ora un adulto e intraprende una carriera nel cinema a luci rosse.

## Jenus - Il gioco
Al Lucca Comics 2014 è stata annunciata l'uscita di Jenus - Il gioco  nato dalla collaborazione di Don Alemanno e  Immanuel Casto.
È un gioco di carte che prevede dai 2 ai 5 giocatori, che possono ricoprire diversi ruoli, tra cui: Jenus; Angius, il tenero assistente; l'ex Papa Ratzinger; il redento Paolo Brosio o la casta Claudia Koll. Ognuno intraprende un viaggio verso la gloria divina per giungere alla santità o al dominio del mondo, compiendo miracoli, dispensando indulgenze o combattendo contro i demoni evocati dal Vaticano. 
Tra le carte ritroviamo parodie di celebremi personaggi di fantasia, come “San Pei”, e di personaggi pubblici d'attualità, come “San Toro”.
Riguardo alla collaborazione con l'autore del webcomic, Immanuel Casto dice «È stato un piacere lavorare a quattro mani con Don Alemanno – afferma Immanuel Casto - Anche lui, come me, ha iniziato a far conoscere il suo lavoro attraverso la rete, creando un fumetto che è diventato un cult. Entrambi facciamo satira con la massima irriverenza: religione, politica, società. Non abbiamo paura di nessuno». Jenus - Il gioco è prodotto dalla Freak & Chic, la società creata da Casto, Jacopo Levantaci (titolare di JLe Management), Stefano Maggiore e Roberto Petrillo (titolare di Raven Distribution).